# Kornel Krzeczunowicz (1815–1881)
Kornel Krzeczunowicz (4. února 1815 Lvov – 21. nebo 22. ledna 1881 Lvov) byl rakouský politik polské národnosti z Haliče, v 2. polovině 19. století poslanec Říšské rady.

## Biografie
V roce 1838 absolvoval práva na Lvovské univerzitě. Po dobu jednoho roku pak působil jako konceptní praktikant na c. k. komorní prokuratuře. V letech 1840–1842 podnikl studijní cestu do zahraničí. Pak převzal správu otcova hospodářství. V roce 1844 a 1845 zasedal na stavovském haličském sněmu. V období let 1848–1861 byl členem obecního výboru ve Lvově.
V roce 1861 a opět roku 1867 byl zvolen na Haličský zemský sněm za velkostatkářskou kurii v obvodu Lvov. Byl i členem zemského výboru. Zemský sněm ho 2. března 1867 zvolil i do Říšské rady (tehdy ještě volené nepřímo). Rezignoval roku 1868. Do vídeňského parlamentu se vrátil v přímých doplňovacích volbách v roce 1874, kdy byl zvolen do Říšské rady za velkostatkářskou kurii v Haliči. Slib složil 20. února 1874. Mandát obhájil ve volbách do Říšské rady roku 1879, nyní za kurii venkovských obcí, obvod Lvov, Grodek, Jaworow atd.
Publikoval polsky a německy četné národohospodářské a právní spisy. Ještě krátce před smrtí se v Říšské radě zabýval přípravou nového zákona o pozemkové dani. Patřil do konzervativního křídla východohaličských statkářů (tzv. Podolacy). Patřil do parlamentní frakce Polský klub.
Zemřel v lednu 1881.